# Chuck E. Weiss
Chuck E. Weiss, rodným jménem Charles Edward Weiss, 18. března 1945, Denver, Colorado, USA - 19. července 2021, Los Angeles, Kalifornie) byl americký písničkář.
Vyrůstal v Denveru ve státě Colorado, kde jeho rodiče vlastnili obchod z gramofonovými deskami. Prostřednictvím rodičů se setkal s Lightnin' Hopkinsem. Později byl blízkým kamarádem Toma Waitse a Rickie Lee Jones, která o něm napsala i skladbu „Chuck E.'s In Love“. Jeho jméno bylo také zmíněno v písních Toma Waitse, zejména na albu Small Change. Spolu s Waitsem je také autorem písně „Spare Parts“ z jeho alba Nighthawks at the Diner.
Později se začal věnovat vlastní kariéře; vydal několik alb, například 23rd & Stout z roku 2007. Další album, které se jmenuje Red Beans and Weiss, vydal v roce 2014; jeho vedoucími producenty byli hudebník Tom Waits a herec Johnny Depp.

## Diskografie
- The Other Side of Town (1981)
- Extremely Cool (1999)
- Old Souls and Wolf Tickets (2002)
- 23rd & Stout (2007)
- Red Beans and Weiss (2014)